# Об'єднана військова база Маєр-Гендерсон-Холл
Об'єднана військова база Маєр-Гендерсон-Холл (англ. Joint Base Myer–Henderson Hall, JBM-HH) — об'єднана міжвидова військова база Збройних сил США, що розташована навколо Арлінгтона, штат Вірджинія, і складається з Форт Маєр (Арлінгтон), Форт Леслі Макнейр (SW DC) і Гендерсон-Холл. Об'єднана військова база Маєр-Гендерсон-Холл утворена 1 жовтня 2009 року у зв'язку з реорганізацію Збройних сил США. Керуючим органом є армія Сполучених Штатів, але на базі мають пункти постійної дислокації формування і командування армії, флоту та морської піхоти. Найпомітнішим є Почесна варта Арлінгтонського національного цвинтаря.
Дві однойменні бази розташовані вздовж західної межі кладовища, а Форт Макнейр розташовується через річку Потомак у Вашингтоні, округ Колумбія, на річці Анакостія.
У форті Макнейр розташований Грант-Хол, де в 1865 році перебував військовий трибунал над змовниками вбивства Авраама Лінкольна. Зал відкритий для публічного відвідування, де люди можуть відвідати зал суду та дізнатися більше про судові процеси.

## Галерея

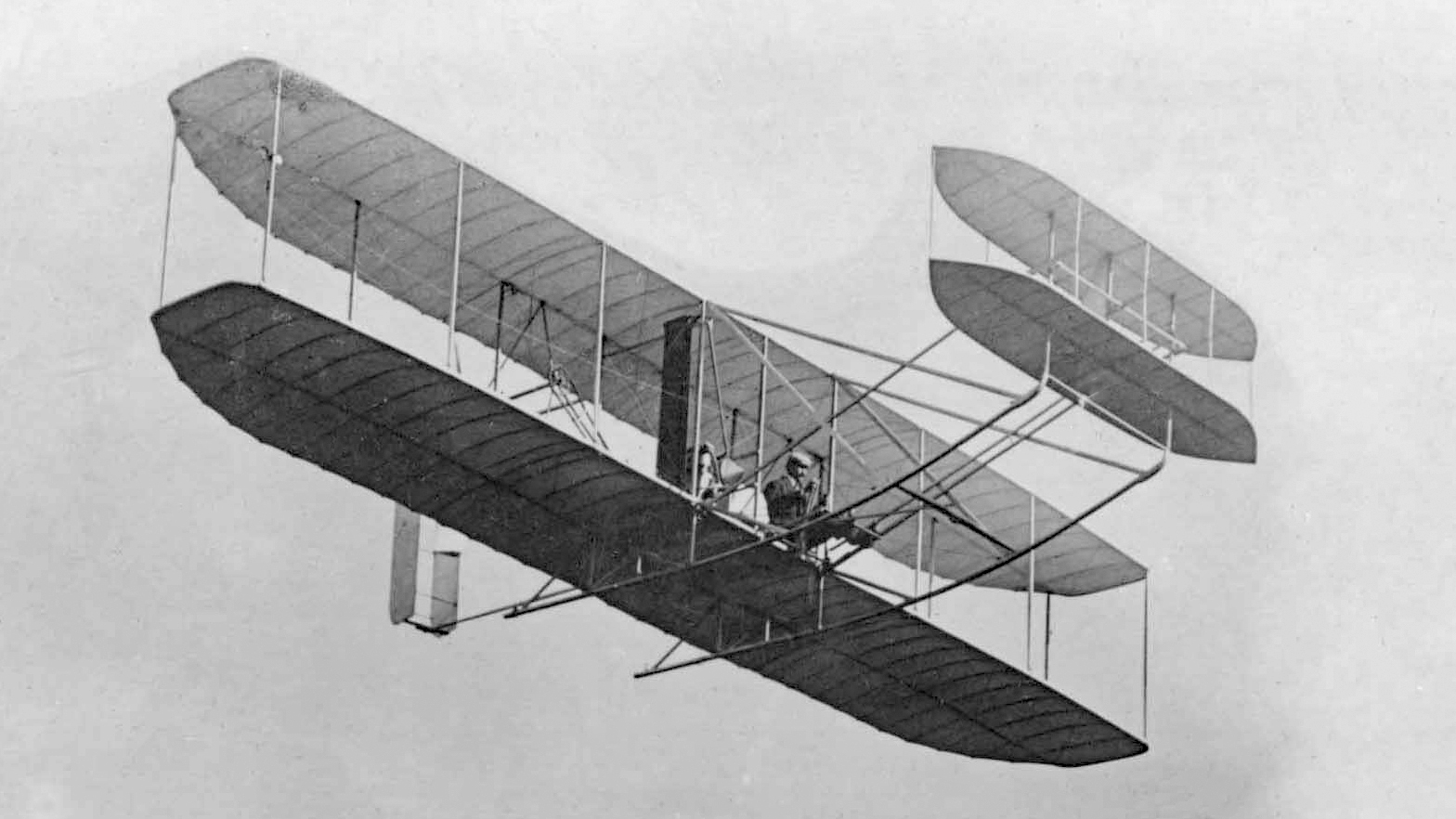
Один з перших літаків США Wright Model A в польоті над базою. Версень 1908
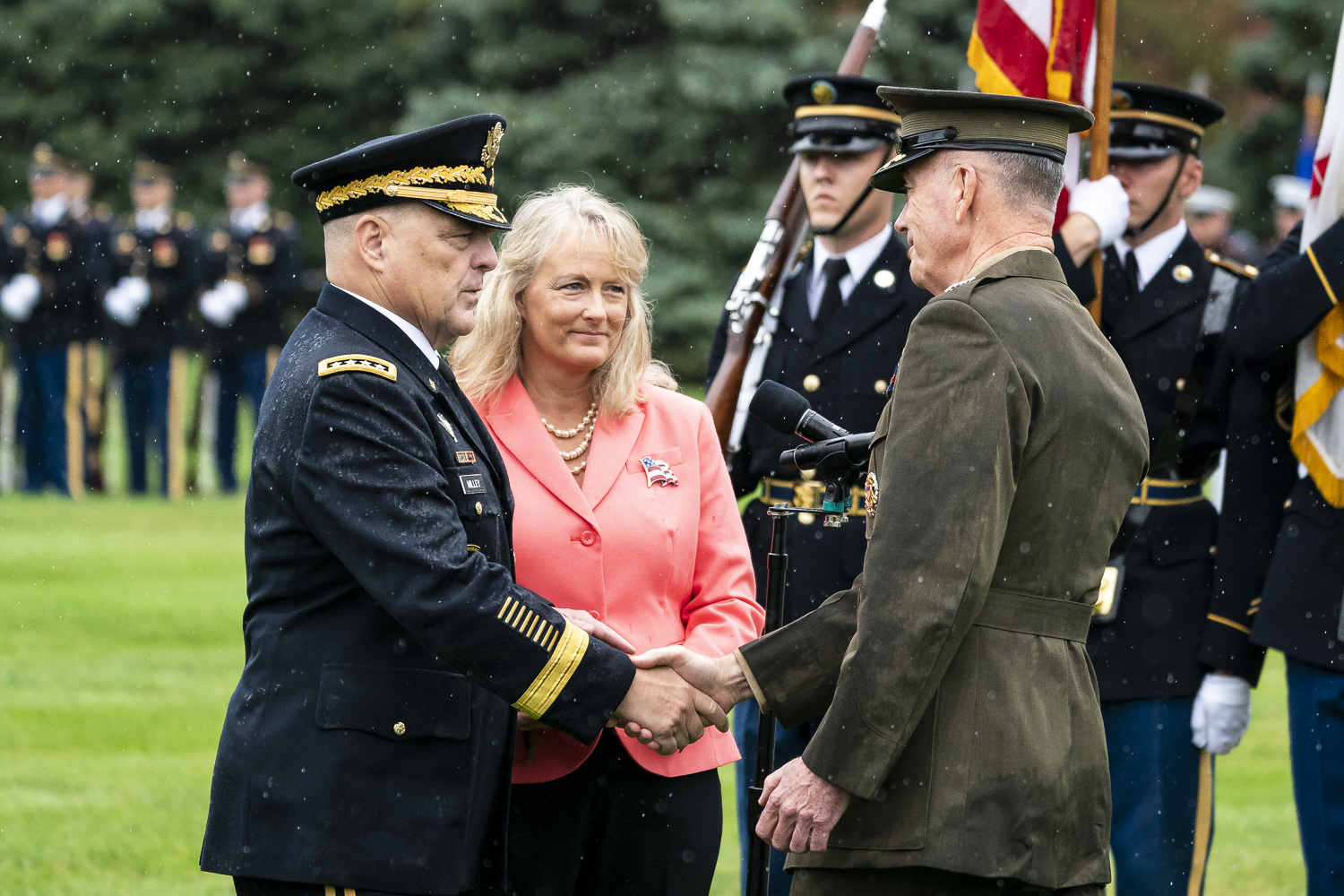
Урочиста церемонія на честь 20-го Голови Об'єднаного комітету начальників штабів генерала Марка Міллі. 30 вересня 2019
Голова Об'єднаного комітету начальників штабів США генерал Мартін Е. Демпсі за кафедрою звертається до випускників Університету національної оборони у Форт-Макнейрі, Вашингтон, округ Колумбія. 13 червня 2013
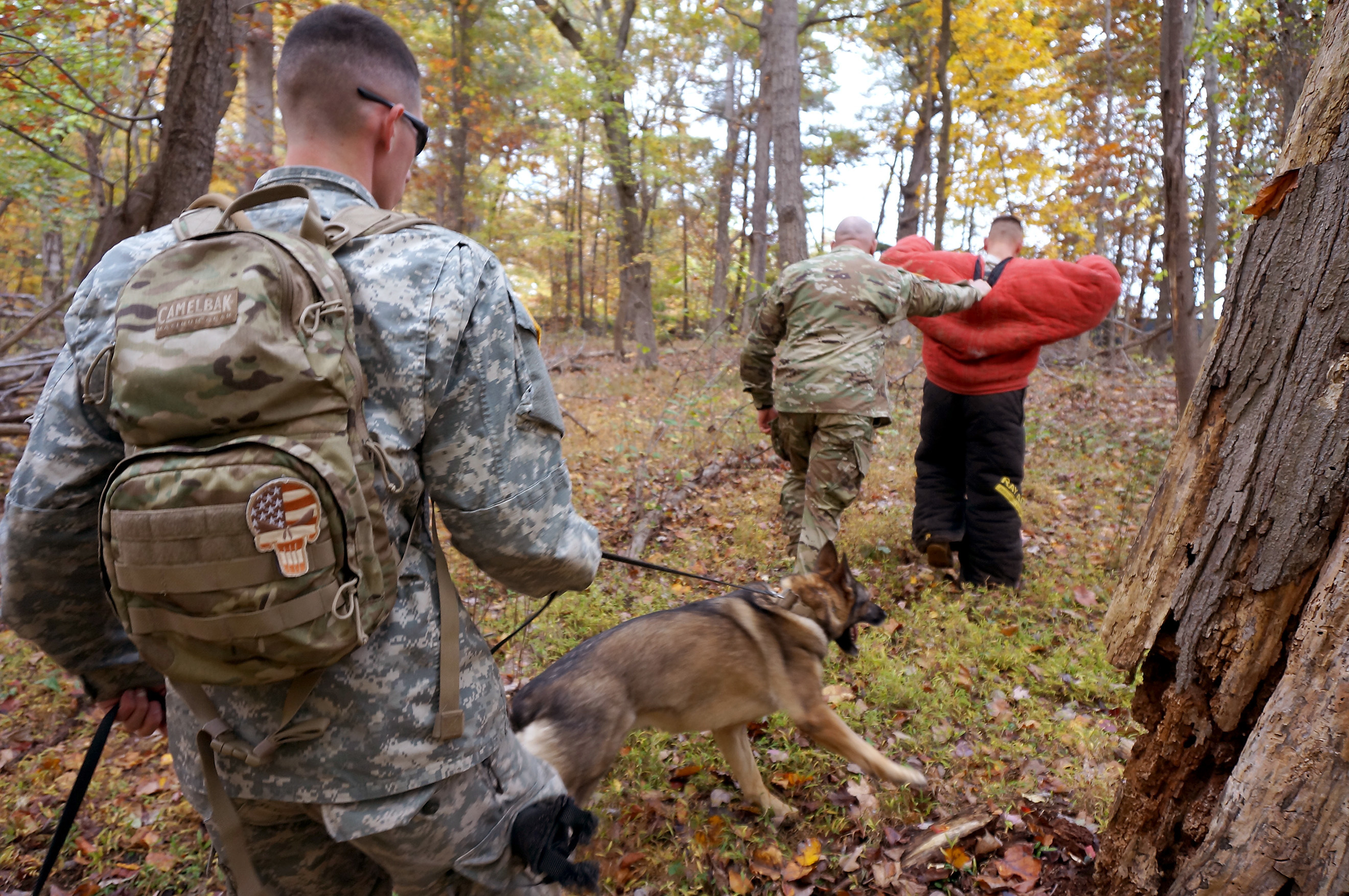
Тренування підрозділу охорони за допомогою бойового собаки. 1 листопада 2015
Нагородження на об'єднаній базі Макгвайр-Дікс-Лейкгерст генерала Прают Чан-Оча, головнокомандувача Збройних сил Таїланду орденом Легіон Заслуг. 6 червня 2013
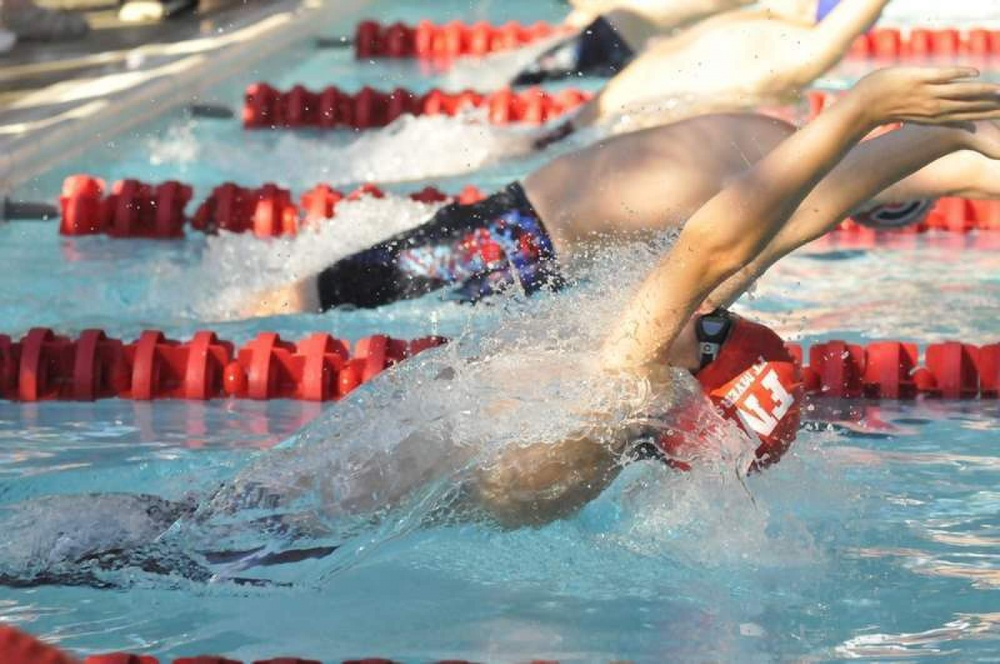
Змагання з плавання у басейні на базі Маєр-Гендерсон-Холл. 6 липня 2013
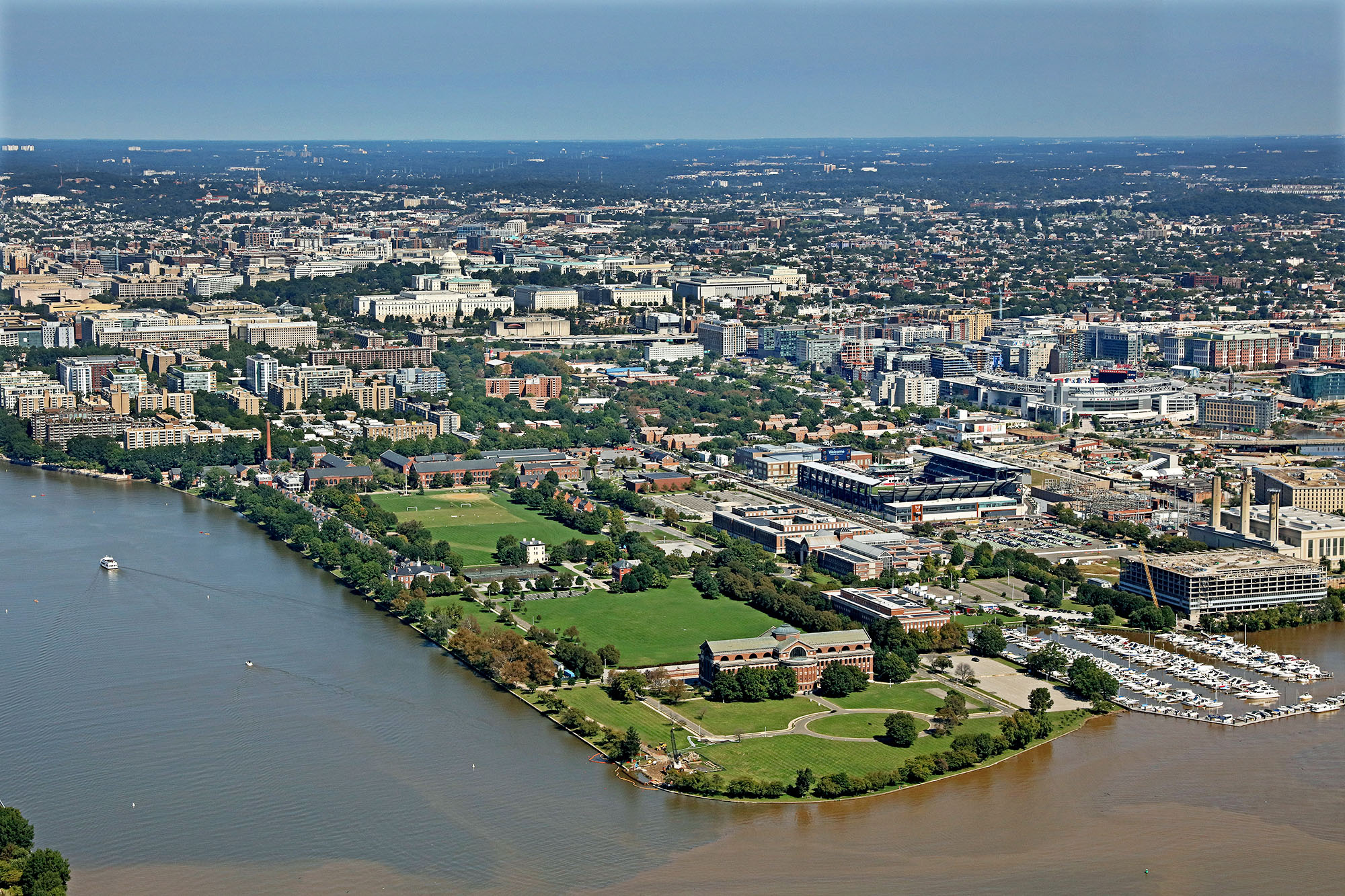
Краєвид на об'єднану базу Макгвайр-Дікс-Лейкгерст. 30 вересня 2018
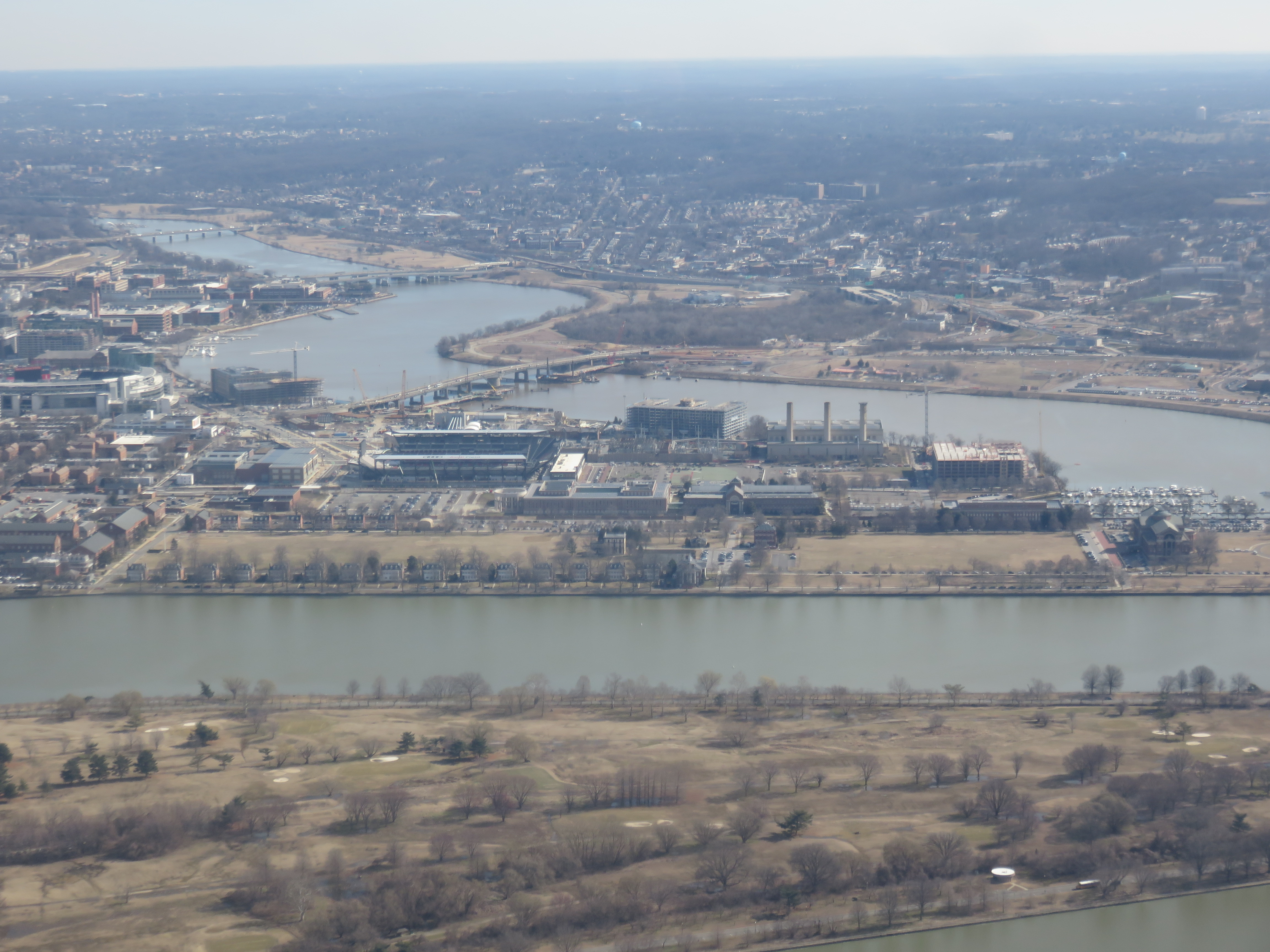
Вигляд на Форт Леслі Макнейр з висоти пташиного польоту. 2019
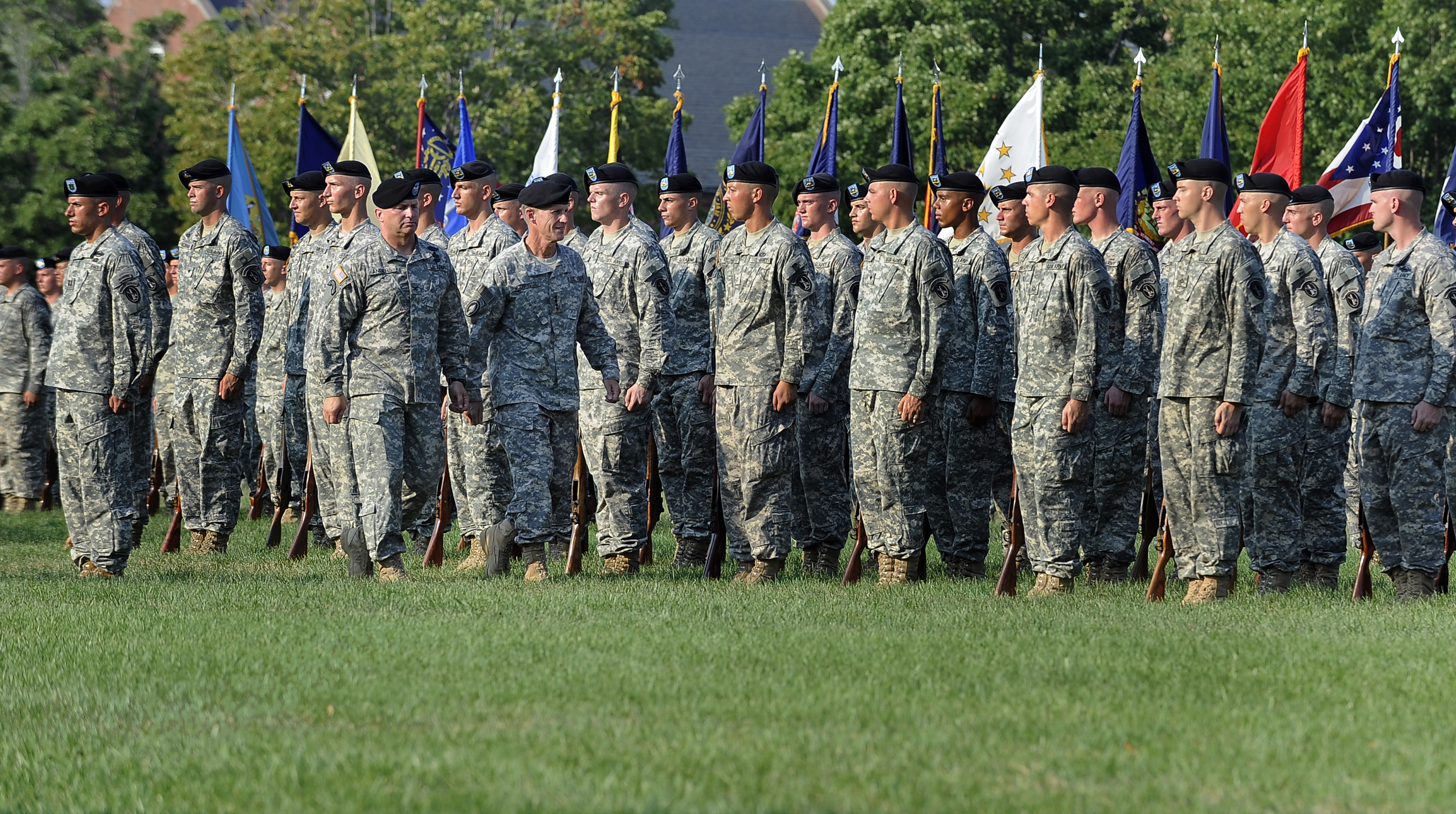
Урочистості з нагоди виходу у відставку генерала Стенлі Маккристала. 2019